# Xiamen Diamond League
Le Xiamen Diamond League est un meeting international d'athlétisme qui se déroule une fois par an au stade Egret Stadium de Xiamen, en Chine. Il figure depuis 2023 dans le calendrier de la Ligue de diamant.
La première édition a lieu le 2 septembre 2023, peu après les championnats du monde de Budapest, et réunit une vingtaine de médaillés mondiaux, dont huit champions du monde.
Au 800 m, le Kenyan Emmanuel Wanyonyi bat de quatre centièmes le Canadien champion du monde Marco Arop et établit la meilleure performance mondiale en 1 min 43 s 20. Au 100 m, Christian Coleman égale la meilleure performance mondiale en 9 s 83. Grant Holloway termine 3e du 110 m haies, remporté par le Jamaïcain Hansle Parchment en 12 s 96. Chez les femmes, Yaroslava Mahuchikh franchit 2,02 m à la hauteur et la discobole chinoise Feng Bin gagne au dernier essai face à la Croate Sandra Perkovic.
Le 20 avril 2024 lors du premier meeting Ligue de diamant de l'année, organisé à Xiamen, le Suédois Armand Duplantis améliore d'un centimètre son record du monde du saut à la perche en le portant à 6,24 m,.

## Records du meeting

### Hommes
| Épreuve          | Record         | Athlète                          | Nationalité      | Date             | Réf.  |
| ---------------- | -------------- | -------------------------------- | ---------------- | ---------------- | ----- |
| 100 m            | 9 s 83         | Christian Coleman                | États-Unis       | 2 septembre 2023 | [ 5 ] |
| 400 m            | 44 s 25        | Bayapo Ndori                     | Botswana         | 26 avril 2025    | [ 6 ] |
| 800 m            | 1 min 43 s 20  | Emmanuel Wanyonyi                | Kenya            | 2 septembre 2023 | [ 5 ] |
| 5000 m           | 12 min 58 s 96 | Lamecha Girma                    | Éthiopie         | 20 avril 2024    | [ 7 ] |
| 110 m haies      | 12 s 96        | Hansle Parchment                 | Jamaïque         | 2 septembre 2023 | [ 5 ] |
| 300 m haies      | 33 s 05        | Karsten Warholm                  | Norvège          | 26 avril 2025    | [ 6 ] |
| 3000 m steeple   | 8 min 05 s 61  | Samuel Firewu                    | Éthiopie         | 26 avril 2025    | [ 6 ] |
| Saut en hauteur  | 2,27 m         | Mutaz Essa Barshim Shelby McEwen | Qatar États-Unis | 20 avril 2024    | [ 7 ] |
| Saut à la perche | 6,24 m         | Armand Duplantis                 | Suède            | 20 avril 2024    | [ 7 ] |
| Saut en longueur | 8,18 m         | Zhang Mingkun                    | Chine            | 26 avril 2025    | [ 6 ] |
| Triple saut      | 17,51 m        | Pedro Pablo Pichardo             | Cuba             | 20 avril 2024    | [ 7 ] |

### Femmes
| Épreuve           | Record         | Athlète               | Nationalité            | Date             | Réf.  |
| ----------------- | -------------- | --------------------- | ---------------------- | ---------------- | ----- |
| 100 m             | 11 s 33        | Ge Manqi              | Chine                  | 2 septembre 2023 | [ 5 ] |
| 200 m             | 22 s 41        | Anavia Battle         | États-Unis             | 26 avril 2025    | [ 6 ] |
| 400 m             | 49 s 36        | Marileidy Paulino     | République dominicaine | 2 septembre 2023 | [ 5 ] |
| 1 000 m           | 2 min 29 s 21  | Faith Kipyegon        | Kenya                  | 26 avril 2025    | [ 6 ] |
| 1 500 m           | 3 min 50 s 30  | Gudaf Tsegay          | Éthiopie               | 20 avril 2024    | [ 7 ] |
| 3 000 m           | 8 min 24 s 05  | Beatrice Chebet       | Kenya                  | 2 septembre 2023 | [ 5 ] |
| 5 000 m           | 14 min 27 s 12 | Beatrice Chebet       | Kenya                  | 26 avril 2025    | [ 6 ] |
| 100 m haies       | 12 s 45        | Jasmine Camacho-Quinn | Porto Rico             | 20 avril 2024    | [ 7 ] |
| 400 m haies       | 53 s 56        | Rushell Clayton       | Jamaïque               | 2 septembre 2023 | [ 5 ] |
| 3000 m steeple    | 8 min 55 s 40  | Beatrice Chepkoech    | Kenya                  | 20 avril 2024    | [ 7 ] |
| Saut en hauteur   | 2,02 m         | Yaroslava Mahuchikh   | Ukraine                | 2 septembre 2023 | [ 5 ] |
| Saut en longueur  | 6,88 m         | Ivana Vuleta          | Serbie                 | 2 septembre 2023 | [ 5 ] |
| Lancer du poids   | 20,47 m        | Jessica Schilder      | Pays-Bas               | 26 avril 2025    | [ 6 ] |
| Lancer du disque  | 69,80 m        | Valarie Allman        | États-Unis             | 20 avril 2024    | [ 7 ] |
| Lancer du javelot | 64,75 m        | Elína Tzéngko         | Grèce                  | 26 avril 2025    | [ 6 ] |